# Hans Soenius

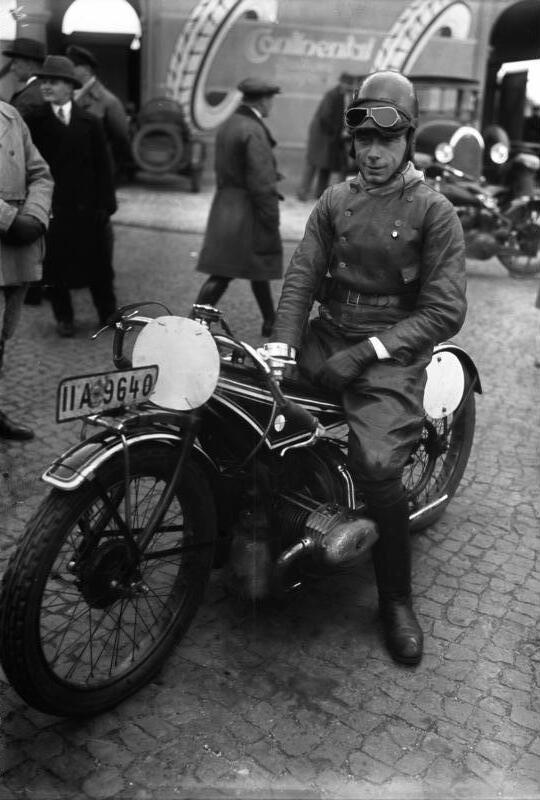
Hans Soenius, ca. 1928

Hans Soenius (eigentlich: Soénius) (* 19. Mai 1901 in Godorf bei Köln; † 10. April 1965 ebenda) war einer der erfolgreichsten deutschen Motorradrennfahrer vor dem Zweiten Weltkrieg.

## Leben
Hans Soenius wurde als Sohn eines Godorfer Hoteliers geboren und besuchte die Kölner Handelsschule. Anschließend trat er als Lehrling bei den Köln-Bonner Eisenbahnen ein. Nach Abschluss seiner Lehre war er Volontär bei der Gemeinschaft Deutscher Automobilfabriken (GDA) in Köln. Diese Tätigkeit brachte ihn zum Rennsport.
Er begann seine Karriere 1924 mit einem überraschenden Start mit seiner OEC Blackburne beim Westdeutschen Straßenkilometerrennen auf der Strecke von Köln nach Godorf, das er als Außenseiter trotz starker Konkurrenz mit Abstand gewann. Nach diesem glücklichen Start erhielt er zahlreiche Angebote von namhaften Motorenwerken. 1925 wurde er Fabrikfahrer der Imperia-Werke in Köln-Kalk. Im gleichen Jahr gewann er in Elberfeld erstmals die deutsche Bahnmeisterschaft. Insgesamt wurde er achtmal deutscher Meister: 1925, 1926, 1930 und 1931 auf der Bahn und 1927, 1928, 1929 (jeweils 500-cm³-Klasse) und 1934 (1000er-Klasse) auf der Straße. 1928 und 1929 nahm er an den ADAC-Länderfahrten für Motorräder durch Deutschland, Danzig, Polen, Ungarn und die Tschechoslowakei teil. Soenius fuhr unter anderem Motorräder der Marken Imperia, Norton, BMW und NSU. 1927 bis 1932 war er Fabrikfahrer bei BMW, nutzte auf der Bahn jedoch Marken seiner Wahl. 1932 wurde er Werksfahrer bei Motosacoche in Genf und 1933 Privatfahrer auf Norton. Von 1934 bis 1936 fuhr er für die NSU-Werke.
Soenius war ein begnadeter Motorradrennfahrer mit einem oftmals verwegenen Fahrstil und großem Durchhaltevermögen. Er gehörte zu den Publikumslieblingen des Motorsports in den 1920er- und 1930er-Jahren, in denen Hunderttausende Menschen zu den Rennen z. B. an den Nürburgring kamen. Er trat in vier unterschiedlichen Klassen an, siegte bei Zementbahnrennen in Berlin, Breslau und Köln und stellte verschiedene Bahnrekorde auf, die er teilweise über mehrere Jahre halten konnte. Erfolgreich war er auch auf dem Marienberger Dreieck, dem Sachsenring, auf der Solitude, beim Hamburger Stadtparkrennen und international beim Großen Preis von Barcelona. Als einer der ersten Motorsportler in Deutschland wurde Soenius für die Werbung verpflichtet und warb in Anzeigen für Motorradzubehör und -kleidung. 1935 wurde mit seiner Mitwirkung ein längerer Werbefilm für NSU produziert, der seine in diesen Jahren auf dem Fabrikat errungenen triumphalen Siege feierte.
Bis zum Ende seiner Karriere fuhr er insgesamt 198 Einzelsiege ein. International konnte er sich gegen die übermächtige britische Konkurrenz allerdings nicht durchsetzen. Erfolglos waren 1934 bzw. 1935 auch seine Versuche, bei der Auto Union AG beziehungsweise Mercedes-Benz als Autorennfahrer unterzukommen – im Vergleich zu seinen Konkurrenten in den Testfahrten war er zu alt.
Im Juli 1936 stürzte Soenius auf dem Schottenring bei Darmstadt infolge eines platzenden Hinterreifens während eines Trainingslaufs schwer und musste den Motorradsport aufgrund seiner Verletzungen aufgeben. Soenius war seit 1935 verheiratet und trat 1938 aus der katholischen Kirche aus. Er war seit 1933 NSDAP-Mitglied und wurde 1940 vom NS-Kraftfahrkorps eingezogen und in Paris bei einer Anwerbeeinheit für Fremdarbeiter für die Luftwaffe verwendet.
Bis zu seinem Freitod war er Mitinhaber bzw. nach dem Tod seines Vaters Hermann 1956 alleiniger Inhaber des elterlichen Hotels in Godorf bei Köln und lebte in Köln-Sürth.